# 3,3'-ジヨードチロニン
3,3'-ジヨードチロニンまたは3,3'-ジヨードサイロニン（3,3'-Diiodothyronine）は、甲状腺ホルモンの代謝物質である。トリヨードチロニンの分解によって生成する。この物質の濃度はある種の病気の病状に影響を及ぼす。

## 反応

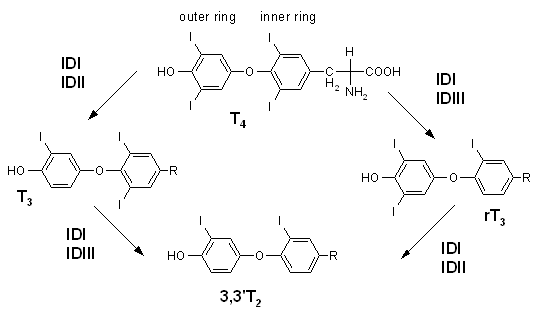
3,3'-ジヨードチロニンの生成経路は2通りある。